# Cairanne
Cairanne is een gemeente in het Franse departement Vaucluse (regio Provence-Alpes-Côte d'Azur) en telt 847 inwoners (2005). De plaats maakt deel uit van het arrondissement Carpentras.

## Geografie
De oppervlakte van Cairanne bedraagt 22,7 km², de bevolkingsdichtheid is 37,3 inwoners per km².
De onderstaande kaart toont de ligging van Cairanne met de belangrijkste infrastructuur en aangrenzende gemeenten.

## Demografie
Onderstaande figuur toont het verloop van het inwonertal (bron: INSEE-tellingen).